# السفارة السعودية في بروناي
سفارة المملكة العربية السعودية في بروناي، هي بعثة دبلوماسية سعودية تقع العاصمة بندر سري بكاوان ويترأس البعثة سفير خادم الحرمين الشريفين الاستاذ/ محمد بن عبد الله البريثن.

## وصلات خارجية
- موقع سفارة المملكة العربية السعودية في بروناي
- وزارة الخارجية السعودية (بالعربية)
- Ministry of Foreign Affairs of Kingdom of Saudi Arabia (بالإنجليزية)